# Tønning (Horsens Kommune)
 For alternative betydninger, se Tønning. (Se også artikler, som begynder med Tønning)
Tønning er en landsby i Østjylland, beliggende 5 km nordøst for Brædstrup, 7 km nordvest for Østbirk og 22 km nordvest for Horsens. Landsbyen hører tii Horsens Kommune og ligger i Region Midtjylland. Tønning hører til Tønning Sogn, og Tønning Kirke ligger i landsbyen.

## Faciliteter
Tønning har sammen med nabobyen Træden en friskole, der hedder Tønning-Træden Friskole, forkortet TTF. Den har 170 elever, fordelt på 0.-9. klassetrin.
Ved siden af friskolen ligger SFO'en Tønning-Træden Børnebolig og Tønning-Træden Børnehave. Den blev oprettet i oktober 1995 og lagt ind under friskolen 1. august 2006. Den er normeret til 40 børn.

## Historie
I 1904 omtales Tønning således: "Tønning med Kirke, Præstegd., Skole, privat Forskole, Forsamlingshus (opf. 1895), Sparekasse (opr. 1871...Antal af Konti 225), Mølle, Jærnbane- og Telegrafst.;"

### Jernbanen
23. april 1899 blev den smalsporede privatbane fra Horsens til Bryrup indviet, og Tønning fik station med omløbsspor og svinefold på den. Tønning ligger højt, men banen måtte gå længere nede i dalen, så stationen blev placeret ½ km syd for landsbyen. Omkring stationen opstod en lille bebyggelse på en halv snes huse, men den er aldrig vokset sammen med kirkelandsbyen.
For at undgå omladning af gods til og fra statsbanen i Horsens blev banen i 1929 omlagt til normalspor og samtidig forlænget til Silkeborg. Bryrupbanen blev nu 60,9 km lang og kom officielt til at hedde Horsens-Bryrup-Silkeborg Jernbane (HBS).
Bryrupbanen blev nedlagt i 1968. Stationsbygningen er bevaret på Stationsvej 1. Det meste af banens tracé kom til at indgå i Naturstien Horsens-Silkeborg, også kaldt Bryrupbanestien. Den passerer Tønning Station, men slår et sving uden om det gamle stationsterræn.